# Pokrzewka czarniawa
Pokrzewka czarniawa (Curruca sarda) – gatunek małego ptaka z rodziny pokrzewek (Sylviidae).

## Występowanie
Sardynia, Korsyka i kilka mniejszych włoskich wysp. Część populacji zimuje w Afryce Północnej – od północnej Algierii na wschód po północno-zachodnią Libię.

## Systematyka
Jest to gatunek monotypowy. Zamieszkujący Baleary takson balearica, dawniej uznawany za podgatunek Curruca sarda, został na początku XXI w. wyodrębniony do osobnego gatunku o nazwie pokrzewka balearska (Curruca balearica).

## Morfologia
WyglądWystępuje niezbyt wyraźny dymorfizm płciowy. Samica jest nieco mniej intensywnie ubarwiona niż samiec i ma lekko brązowawy odcień upierzenia. Cała szara, z jaśniejszym brzuchem i ciemniejszym ogonem. Czerwone oczy, dookoła czerwona obrączka oczna. Jasnoczerwone nogi, delikatny, czarniawo-czerwonawy dziób.
Wymiarydługość ciała: 12,5 cm
rozpiętość skrzydeł: 13–17,5 cm
masa ciała: 8,5–12 g
długość dzioba: 12 mm
długość skrzydła: 56 mm
długość ogona: 64 mm

## Ekologia

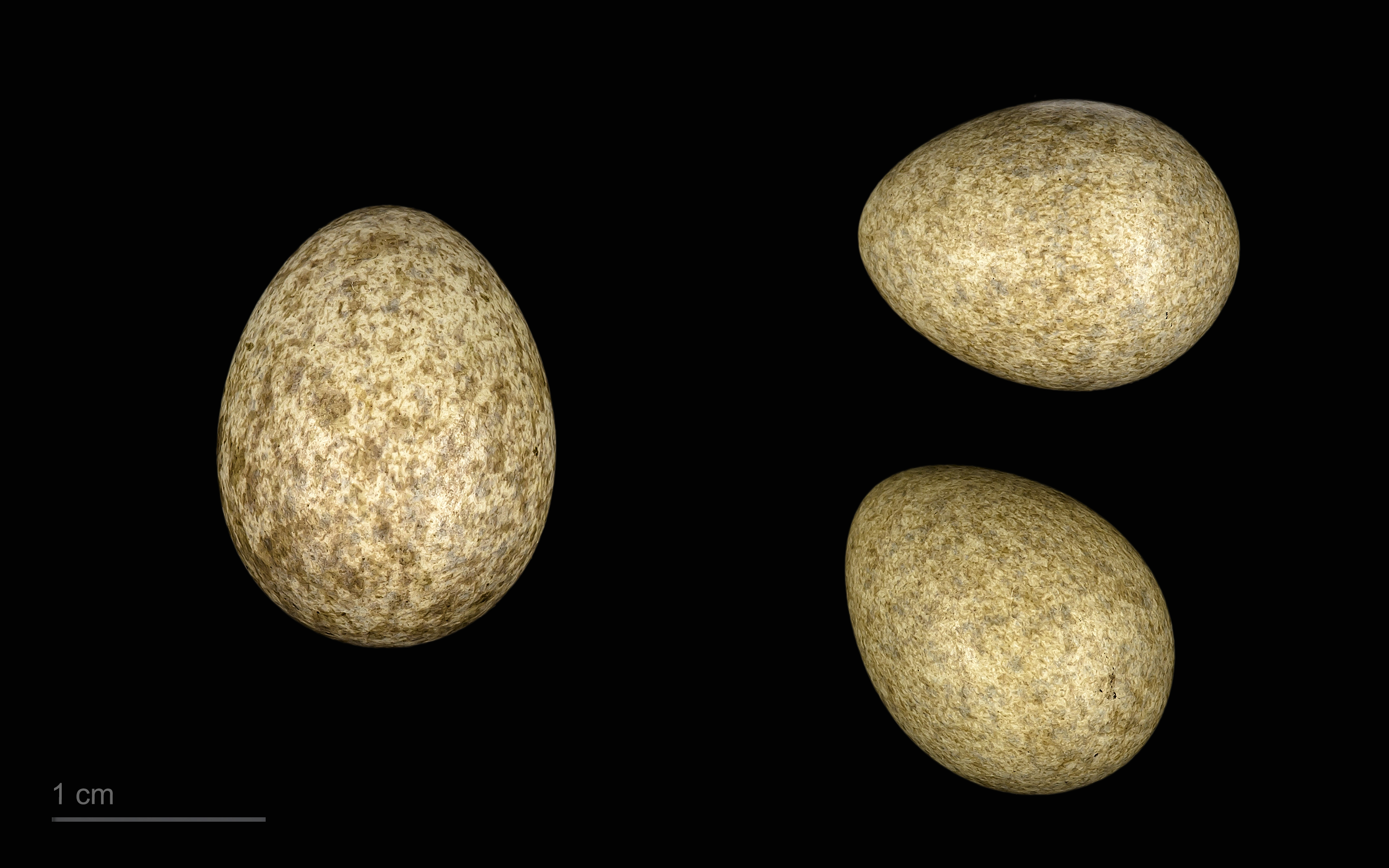
Cuculus canorus canorus + Sylvia sarda

ZachowanieJest skrytym ptakiem, jedna z pokrzewek najczęściej przebywających na ziemi. Ma podobne ruchy i sylwetkę jak pokrzewka kasztanowata.
GłosWabienie to szorstkie „czek”, śpiewa szorstko trajkoczącym i często zakończonym trelem śpiewem.

## Status
IUCN uznaje pokrzewkę czarniawą za gatunek najmniejszej troski (LC, Least Concern). Liczebność populacji, według ostrożnych szacunków, mieści się w przedziale 20–50 tysięcy dorosłych osobników. Trend liczebności populacji uznawany jest za stabilny.